# Bażdari
Bażdari (bułg. Баждари) – wieś w Bułgarii, w obwodzie Wielkie Tyrnowo, w gminie Elena. Miejscowość wymarła.